# Henri Serrur
Henri Serrur, né Henri Auguste César Serrure, né le 8 février 1794 à Lambersart et mort le 31 mars 1876 à Lille, est un peintre français.

## Biographie
Il est né le 8 février 1794 (20 pluviôse de l'an II) à Lambersart. Il étudie d'abord à Lille et en 1815, obtient une pension pour venir compléter ses études à Paris. Il y est élève de Jean-Baptiste Regnault et de l'école des Beaux-Arts de Paris où il entre le 20 février 1837. Il expose au Salon entre 1819 et 1850. Il obtient une médaille de 3e classe en 1836 et une de 2e classe en 1837.
Il s'est spécialisé dans les scènes d'histoire antique ou médiévale et les batailles. Il a également réalisé des portraits, parmi lesquels ceux de neuf papes avignonnais pour le palais des papes d'Avignon.
Il meurt le 31 mars 1876 à Lille.

## Quelques œuvres
- Castor et Pollux conduisant leur sœur Hélène à Ménélas
- Mort d'Agamemnon

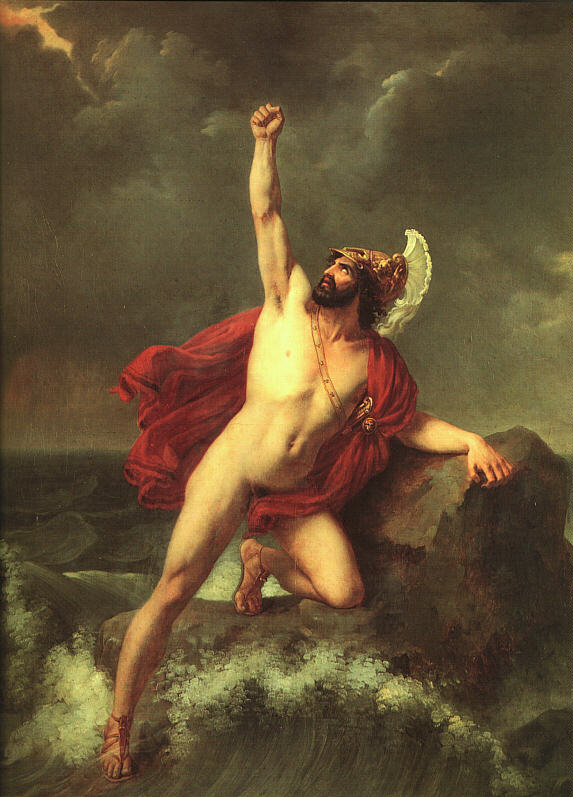
La mort d'Ajax (1820), Palais des beaux-arts de Lille
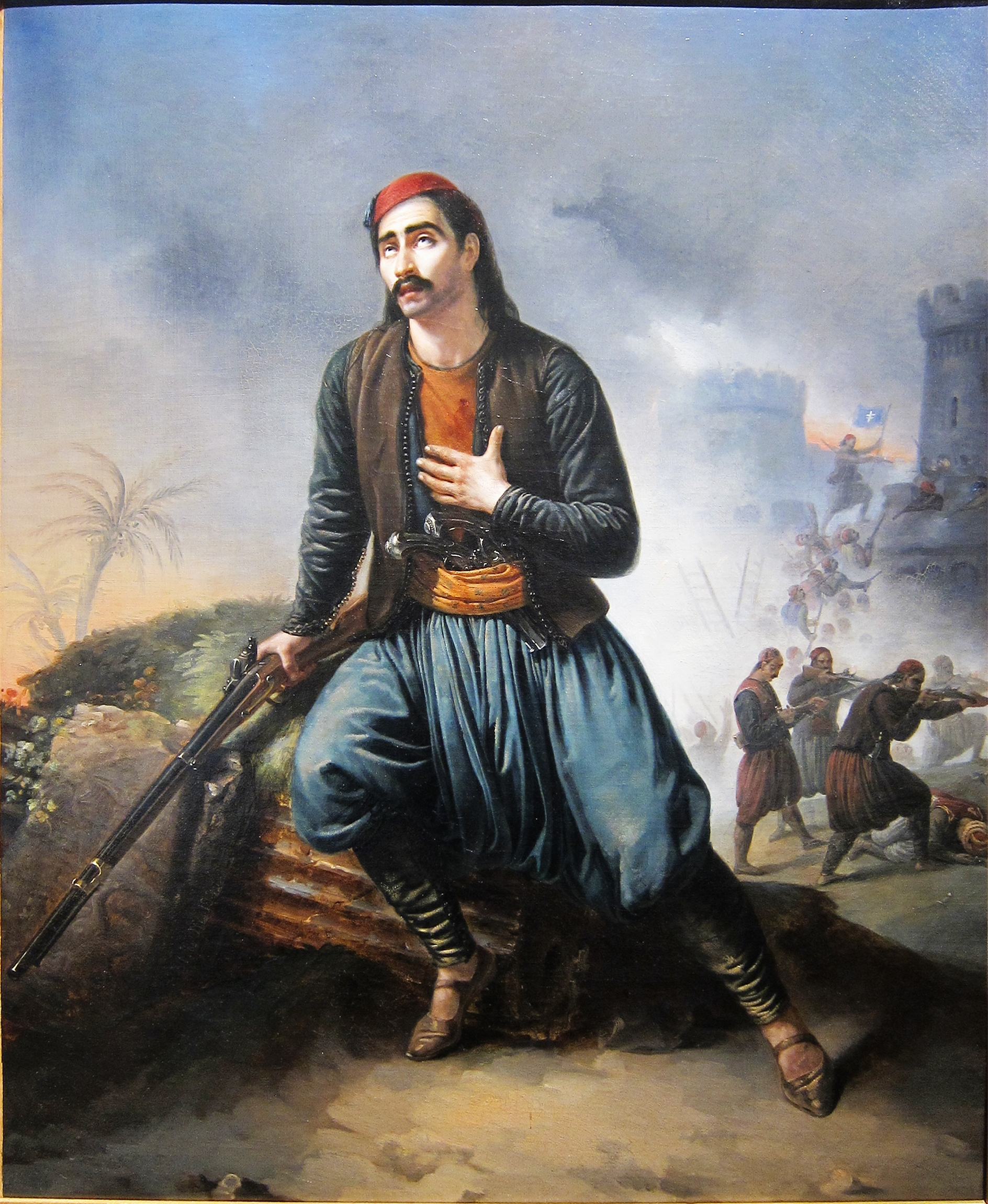
Mort d'un soldat grec à la mort de Tripolitza en 1820 (1825), Musée de la Chartreuse de Douai
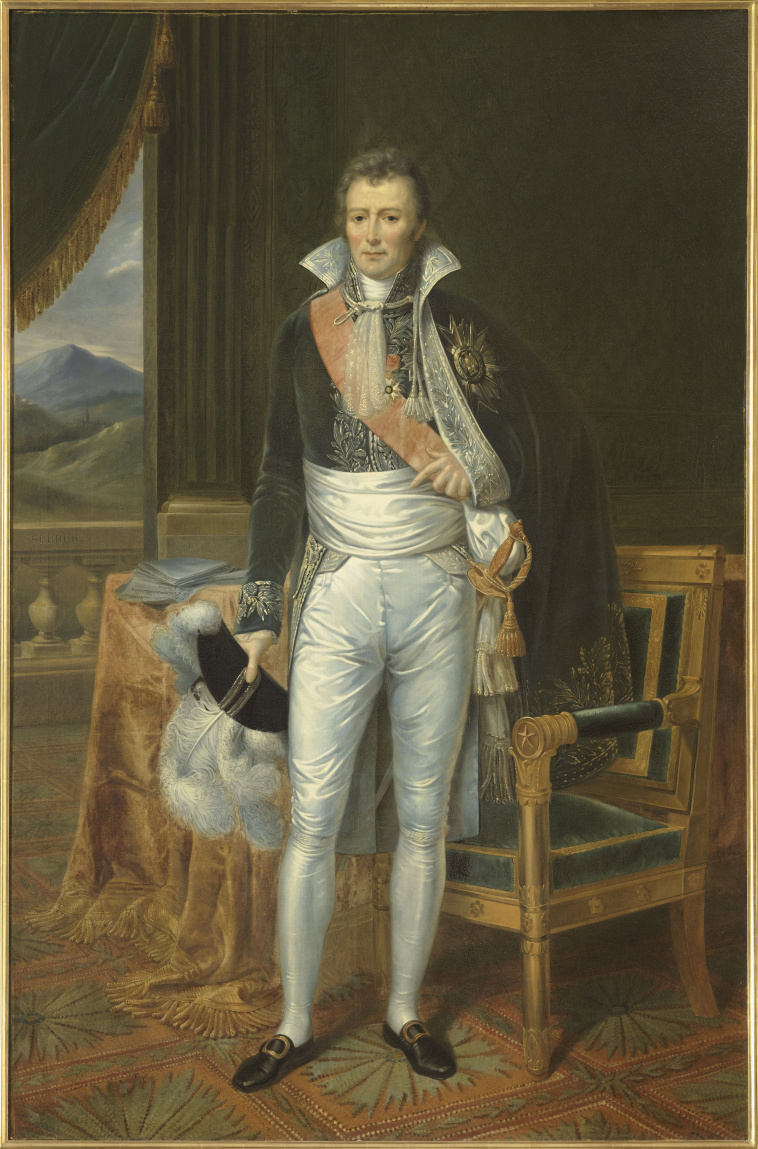
Jean-François-Aimé, comte Dejean, Palais du Luxembourg